# Volčje, Bloke
Volčje este o localitate din comuna Bloke, Slovenia, cu o populație de 33 de locuitori.